# Distcc
distcc (от англ. distributed C/C++/ObjC compiler) — инструмент, позволяющий компилировать исходные коды при помощи компиляторов C/C++/ObjC на удалённых машинах, что ускоряет процесс компиляции.
Состоит из двух основных частей — серверной (distccd) и клиентской (distcc).
distcc отсылает полный обработанный препроцессором исходный код и аргументы компилятора по сети, поэтому нет необходимости открывать доступ к файловой системе, иметь те же заголовочные файлы или установленные библиотеки, иметь синхронизированное время. Компиляция управляется клиентской машиной, которая обычно представляет собой компьютер разработчика или настольный компьютер. Клиент distcc запускаемый на компьютере выполняет подготовительные этапы перед компиляцией, а непосредственно компиляция осуществляется на удалённых серверах с запущенным distccd.
Также возможно кросс-платформенное компилирование, то есть такая ситуация, при которой сервер distccd будет компилировать исходные коды для архитектуры, отличающейся от архитектуры сервера. Например, сервер с архитектурой x86-64 может компилировать исходные коды для архитектуры x86 или alpha. Для этого требуется дополнительная настройка.